# 欧尔巴纽什福
欧尔巴纽什福，是匈牙利佐洛州所辖的一个村，总面积5.68平方公里，总人口144，人口密度25.4人/平方公里（2010年1月1日）。